# Stéphane Brosse
Pour les articles homonymes, voir Brosse.
Stéphane Brosse, né le 20 octobre 1971 à Pont-de-Beauvoisin (Isère) et mort le 17 juin 2012 près de l'aiguille d'Argentière, est un skieur-alpiniste français.

## Biographie
Stéphane Brosse est le fils de Daniel Brosse et de Elisabeth Brosse Pin. Arrivé à Annecy en 1980, il découvre le ski de piste et la compétition de ski alpin ainsi que la voile au club de la SRVA. Mais la passion du ski est la plus forte. Il commence le ski-alpinisme en 1990 et participe pour la première fois à la course Miage Contamines Somfy en 1995. En 1996, il devient membre de l'équipe nationale. 

Il a détenu avec Pierre Gignoux le record de la course du Mont-Blanc le 30 mai 2003, avec un temps total de 5 h 15 min 47 s (4 h 7 min pour la montée et 1 h 7 min pour la descente), record repris depuis par Bruno Brunod puis par Kilian Jornet. Depuis 2003, il est également codétenteur avec Lionel Bonnel du record de la Haute Route Chamonix-Zermatt en 21 h 11 min.
Le 17 juin 2012, Stéphane Brosse trouve la mort dans la traversée du massif Mont-Blanc, des Contamines à Champex, à la suite de la rupture d'une corniche de neige dans le couloir Barbey de l'aiguille d'Argentière (3 900 m) et d'une chute d'environ 600 m. Il était accompagné de Kílian Jornet, Sébastien Montaz-Rosset et Bastien Fleury qui ont été les témoins directs de son accident.

## Palmarès

### Championnats du monde
- 2006
  -  Médaille d'or par équipes
  -  Médaille d'argent en relais
- 2004
  -  Médaille d'or en relais
- 2002
  -  Médaille d'or en individuel
  -  Médaille d'argent au combiné

### Championnats d'Europe
- 1999
  - 6e avec Patrice Bret[3]
- 2001
  -  Médaille d'or par équipes (avec Pierre Gignoux)
- 2003
  -  Médaille d'argent en individuel
  -  Médaille d'argent en combiné
  - 4e par équipes (avec Pierre Gignoux)

### Championnats de France
- 1997
  - 5e[3]
- 1999:
  -  Médaille d'or par équipes (avec Patrice Bret)[3]

### Autres compétitions
- Coupe du monde
  - 2005
    - 2e, en individuel
    - 3e, par équipes avec Patrick Blanc

- Coupe d'Europe
  - 1998
    - 4e[3]

  - 2001
    - 1er au Trophée des Gastlosen (Coupe d'Europe, avec Pierre Gignoux)[4]

- Coupe de France
  - 1997
    - 5e[3]

  - 1998:
    - 3e[3]

  - 1999
    - 3e au classement national français[5]

  - 2000:
    - 3e au classement national français[6]

  - 2001
    - 2e au classement national français[7]

- Pierra Menta
  - 1997 : 10e, avec Patrice Bret
  - 1998 : 7e, avec Patrice Bret
  - 1999 : 3e, avec Patrice Bret
  - 2000 : 3e, avec Patrice Bret
  - 2001 : 1er, avec Pierre Gignoux
  - 2002 : 2e, avec Pierre Gignoux
  - 2003 : 2e, avec Pierre Gignoux
  - 2005 : 1er, avec Patrick Blanc
  - 2006 : 1er, avec Patrick Blanc

- Trophée Mezzalama
  - 2001 : 2e, avec Jean Pellissier et Fabio Meraldi
  - 2003 : 2e, avec Jean Pellissier et Pierre Gignoux
  - 2005 : 1er, avec Patrick Blanc et Guido Giacomelli

- Patrouille des Glaciers
  - 2000 : 5e, (et 3e au classement "seniors I"), avec Francis Bibollet et Pierre Gignoux
  - 2004 : 1er et record de la course, avec Jean Pellissier et Patrick Blanc
  - 2006 : 1er et record de la course, avec Patrick Blanc et Guido Giacomelli

- Transcavallo
  - 2004 : 1er, avec Pierre Gignoux

- Autres courses
  - 2002 : 1er, Tour du Rutor avec Pierre Gignoux[8]
  - 2003 : 1er, Dolomiti Cup team avec Pierre Gignoux[9]

## Hommage
Le 10 mars 2013 a eu lieu une compétition de Ski-alpinisme "Araviski" en hommage à Stéphane Brosse .
Trois parcours étaient proposés aux participants dans le "jardin" de Stéphane, les Aravis :
- un grand parcours (3100D+) qui partait du Parking des Confins pour monter à Tête Pelouse, puis descente jusqu'aux ruines, montée au trou de la mouche et descente de la combe de Paccaly, pour enchaîner avec la montée de Tardevent et la descente sur le Lac de Tardevant. La fin du parcours consistait à redescendre la combe de Paccaly pour remonter au trou de la mouche (avec crampons et baudrier) et redescendre sur les confins ;
- un parcours moyen (1400D+) qui montait directement au trou de la mouche, pour redescendre à mi-chemin de la combe de Paccaly, remonter au trou de la mouche et redescendre aux confins ;
- un petit parcours (600D+) qui montait jusqu'aux ruines pour redescendre aux confins.